# Балет Народног позоришта у Београду
Балет Народног позоришта (Београд) се налази на Тргу Републике у самом центру града и уметничка је јединица Народног позоришта у Београду. У оквиру позоришта још функционишу Опера и Драма. Балету НП је 2023. године додељен Сретењски орден првог реда.

## Историја
После Првог светског рата 1920. у Народном позоришту у Београду основана је стална Опера, а у њеном саставу се формира и Балет. Балетска трупа била је у почетку мала, а њена улога ограничена је на извођење балетских делова у операма.
Доласком Јелене Пољакове за шефа Балета 1922, изводе се већ 1923. и прве самосталне балетске представе: Шехерезада (Николаја Римског-Корсакова), Силфиде (Фредерика Шопена), а изван репертоара Народног позоришта и први покушај домаћег, модерног балета Le Balai du valet са музиком Милоја Милојевића на либрето Марка Ристића. Систематски рад и ангажман низа балетских уметника омогућио је временом већи број уметнички успелих самосталних балетских представа.

### Глумачко-балетска школа
При Народном позоришту у Београду основана је 1. септембра 1920. глумачко-балетска школа с државном субвенцијом, која је радила до 1927. године. Из те школе изишла је група Балет-пластика са првим српским балеринама: Аницом Прелић, Соњом Станисављевић и Натом Милошевић, која је у току десет година с успехом гостовала у свим већим градовима Европе.
Изврсна играчка техника ове школе дала је генерацију играчица, којима је београдски балет могао да стане у ред добрих савремених балета. Као класичне играчице ове нарочито су се издвајале Наташа Бошковић и Нада Аранђеловић, а као карактерне Аница Прелић и Марина Олењина.
Поред деловања Јелене Пољакове, значајан је и педагошки рад Маргарете и Макса Фромана, Нине Кирсанове и А. Фортуната, који су били и први кореографи. Касније су им се придружили кореографи: Б. Књазев, Ф. Васиљев, А. Романовски, Борис Романов, А. Жуковски, Пино Млакар, Ј. Николска и Милош Ристић.

### Предратни репертоар
Балетски репертоар до Другог светског рата обухвата, између осталог балете: Копелија (Лео Делиб), Лабудово језеро, Трноружица (Зачарана лепотица), Човек и коб (Петар Иљич Чајковски), Жизела (Адолф Адам), Дон Хуан
Кристоф Вилибалд Глук, Позив на игру (Карл Марија фон Вебер), Златни петлић (Николај Римски-Корсаков), Лептири (Роберт Шуман), Играчке (Клод Дебиси),
Жар-птица, Петрушка (Игор Стравински, Тророги шешир Љубав чаробница (Мануел де Фаља), Легенде о Јосифу, Тил Ојленшпигл (Рихард Штраус), Дафни и Клео и Болеро (Морис Равел, Лицитарско срцеи Имбрек з носом (Крешимир Барановић), Ђаво у селу (Фран Лотка), Охридска легенда I чин (Стеван Христић)
У том периоду балет је гостовао и у иностранству (Атина 1933, Софија 1938. и др.)
Поједине правце модерног балета заступали су ван Народног позоришта играчи и педагози: Мага Магазиновић. Смиља Мандукић. Радмила Цајић, Олга Грбић-Торес (шпанске игре).
Пред Други светски рат играч и педагог Лујо Давичо формира групу играча од напредне студентске омлдине и омлдинске секције Женског покрета. Ова група наступала је у на концертима, а престала је да ради почетком рата. Многи њени чланови су учествовали у НОБ-у, а неки су и погинули као борци.

### Обнова балетске школе
У тек ослобођеном Београду, крајем 1944, београдски балет и балетску школу обновили су по доласку из НОВ, Ђорђе Скригин, Аника Радошевић, Марина Олењинаи Мира Сањина. После ослобођења београдски балет доживљава у свом развоју, нов успон. Балетски ансамбл Народног позоришта подмлађивао се даровитим члановима фолклорних група културно-уметничких друштава и одличним ученицима Државне балетске школе из класе М. Јовановића и Нине Кирсанове.

## Познате балерине
- Иванка Лукатели
- Ашхен Атаљанц
- Далија Иманић
- Душанка Сифниос
- Смиљана Мандукић
- Јелена Шантић
- Ана Павловић